# Whitley Stokes
Pour les articles homonymes, voir Stokes.
Whitley Stokes (né le 28 février 1830 et décédé le 13 avril 1909) est un linguiste britannique spécialiste des langues celtiques (un celtisant) et particulièrement du moyen irlandais et du vieil irlandais.

## Biographie
Fils de William Stokes et petit-fils de Whitley Stokes (tous deux professeurs de physique à l'université de Dublin), Whithley suit ses études à l’université irlandaise de Trinity College à Dublin et devint avocat en 1855.
En 1862, il part en Inde où il occupe plusieurs postes officiels. En 1877, il est nommé conseiller juridique du conseil du vice-roi de l'Inde pour lequel il rédige des articles du code civil et criminel. Il effectue ensuite plusieurs autres travaux d´intérêt général dans le cadre de la fonction publique.
En 1879, il est nommé président de la Commission législative indienne avant de revenir en Angleterre en 1882. En 1887 il obtient plusieurs degrés honorifiques de nombreuses universités et est nommé membre de la British Academy ainsi qu'associé étranger de l'Institut de France.
Whitley Stokes est peut-être le plus célèbre celtisant de Grande-Bretagne. Il a travaillé sur ce sujet en Inde et en Angleterre. Il étudia et fit des recherches sur des textes  en langue gaélique, en langue bretonne et en langue cornique. Un grand nombre de ses travaux ont été publiés dans la Revue Celtique, fondée et dirigée par Henri Gaidoz puis par Henri d'Arbois de Jubainville et d´autres revues périodiques allemandes, autrichiennes ou britanniques de philologie celtique.

## Publications
- Three Irish Glossaries, 1862
- Three Middle-Irish Homilies, 1877
- Old Irish Glosses at Merzburg and Carlsruhe, 1887
- Irische, 1880Écrit avec Ernst Windisch.
- The Anglo-Indian Codes, 1887
- Lives of Saints from the Book of Lismore, 1890Traducteur
- Urkeltischer Sprachschatz, 1894Écrit avec Adalbert Bezzenberger.